# Вечное возвращение (фильм, 2012)
«Ве́чное возвраще́ние» (рабочее название — «Кинопробы. Однокурсники») — фильм режиссёра Киры Муратовой.
Мировая премьера состоялась в рамках Римского кинофестиваля в 2012 году. После премьеры режиссёр объявила о том, что эта была её последняя картина.

## Сюжет
Продюсер (Антон Муратов) показывает кинопробы к фильму скончавшегося режиссёра инвестору-сахарозаводчику (Леонид Кушнир), желающему приобщиться к волшебному миру кино.
Несколько десятков раз разные пары актёров на все лады произносят один и тот же текст, разыгрывают одну и ту же ситуацию. Он «возвращается» к Ней спустя много лет, чтобы посоветоваться о делах сердечных: кого ему предпочесть — жену Люсю или любовницу Люду? А Она даже не может понять, кто перед ней, поскольку у Него был брат-близнец…
Сахарозаводчик польщён, что ему предлагают приобщиться к большому искусству, однако всё-таки склоняется к отказу: «Ответ отрицательный, но не окончательный… Очень элитарно — мне нравится, а понравится ли публике?»

## В ролях
- Олег Табаков
- Алла Демидова
- Рената Литвинова
- Сергей Маковецкий
- Наталья Бузько
- Георгий Делиев
- Виталий Линецкий
- Ута Кильтер
- Юрий Невгамонный
- Геннадий Скарга
- Евгения Барскова
- Антон Муратов
- Филипп Панов

## Съёмочная группа
- Режиссёр-постановщик — Кира Муратова
- Авторы сценария — Кира Муратова, Евгений Голубенко (финальная сцена «Розыгрыш»)
- Операторы-постановщики — Владимир Панков
- Художник-постановщик — Евгений Голубенко
- Композитор — Валентин Сильвестров
- Художник по костюмам — Руслан Хвастов
- Режиссёр монтажа — Валентина Олейник
- Продюсеры — Олег Кохан, Ореста Компанец (сопродюсер), Олег Кулик
- В фильме звучат песни в исполнении Петра Лещенко: «Студенточка», «В цирке», «Спи, моё бедное сердце», «Караван», «Барселона», «Бессарабянка»
- Земфира Рамазанова исполняет Песенку Герцога из оперы Дж. Верди «Риголетто»

## Критика
На Римском международном кинофестивале критики назвали картину «гипнотической воронкой». Фильм призов не получил, хотя, по мнению критика Антона Долина, на этом фестивале не было фильма, способного приблизиться к «Вечному возвращению» по части вдохновенности, оригинальности, юмора, поэзии. Критик определяет форму фильма как вариации: бесконечное разнообразие типажей и голосов, актёрских манер и школ, выразительных жестов и слов-паразитов. Он считает, что музыкальная терминология в случае Муратовой неизбежна, чутьё к ритму и пренебрежение к законам кинематографического нарратива — важнейшие черты её фильмов. «Вечное возвращение» — апофеоз репетитивности, за которую одни режиссёра клянут, а другие превозносят.
Кинокритик Валерий Кичин отмечает, что название фильма формально отсылает к тезису Ницше о бесконечной повторяемости предметов и явлений, а, возможно, и к фильму с Жаном Марэ. В коллизии с просмотром дублей критик видит горькую мысль о сложности художнических амбиций, которая вечно расшибается в лепёшку о тупость коммерческой индустрии, и безнадёжность вечного противостояния неизвестно чего хотящих мужчин и страдающих от их глупости женщин. Как любой странный фильм, «Вечное возвращение» позволяет при желании увидеть метафору в каждом кадре. Но каждая из расшифровок окажется первобытно простенькой. Критик считает, что вне контекста творчества Киры Муратовой и вне ауры, к ней прикипевшей в сознании синефилов, фильм не существует.
Кинообозреватель Стас Тыркин считает, что фильм строг (по структуре) и нарочито манерен (по исполнению), целостен и фрагментарен, совмещает наив с мудростью, вызывает смех и слёзы и превращает чистый сор в столь же чистую поэзию. Стас Тыркин отмечает гипнотическое качество фильма — от картины, где «ничего не происходит», оторваться нельзя — она заматывает, затягивает в воронку, оставляя со щемящим чувством боли, без которого не бывает подлинного искусства.

## Кинопремии
- 2012 — Премия «Ника» За лучший фильм стран СНГ и Балтии[7]
- 2013 — Премия «Белый слон» Гильдии киноведов и кинокритиков России[8]:
  - Премия за лучшую режиссёрскую работу — Кире Муратовой
  - Премия молодых кинокритиков «Голос» — фильму «Вечное возвращение»